# Franz Pühringer
Franz Pühringer (* 27. Dezember 1906 in Pernegg an der Mur; † 30. August 1977 in Gramastetten) war ein österreichischer Kulturjournalist, Lyriker und Dramatiker. Von 1934 bis 1972 betrieb er die Ersten Linzer Künstlerpuppenspiele.

## Leben und Wirken
Franz Pühringer wurde als ältester Sohn eines Lehrerehepaares in Pernegg in der Steiermark geboren und wuchs in St. Stefan ob Leoben auf. Nach dem Besuch der Realschule in Bruck an der Mur und der Höheren Bundeslehranstalt für Maschinenbau in Linz (ab 1920) wurde er nach dem Abbruch der Schule Freier Schriftsteller in Berlin, wo er sich bis 1926 aufhielt. Seine ersten Werke waren wesentlich vom Expressionismus beeinflusst. 1928 veranstaltete er erste Lesungen in Linz und war Mitarbeiter literarischer und kulturpolitischer Zeitschriften, u. a. des Simplicissimus, Der Querschnitt, Berliner Tageblatt und der Weltbühne. Es folgte ein Aufenthalt in Paris. 1930 kam es u. a. auf seine Initiative hin zur Gründung eines literarischen Kabaretts mit der Bezeichnung Thermopylen, das aber nur kurzen Bestand hatte. 1936 zählte er zu den Mitbegründern der Grazer Schloßbergbühne.

### Linzer Künstler-Puppenspiele
1934 gründete er ein Handpuppentheater mit der Bezeichnung Erste Linzer Künstler-Puppenspiele mit einer auch von der Presse stark beachteten Eröffnungsvorstellung im Speisesaal des Hotels Zu den drei Mohren auf der Linzer Promenade. Nachdem in Linz der Saal bei den Drei Mohren nicht mehr zur Verfügung stand, übersiedelte das Puppentheater in den Urania-Saal, den Festsaal der K. k. Staats-Realschule Linz (heute Bundesrealgymnasium Fadingerstraße), der aber auch nur wenige Monate bespielt werden konnte. In der Folge zog Franz Pühringer mit einer Wanderbühne zu den Volks- und Hauptschulen in Oberösterreich, die letzte Tournee fand im Winter 1939/40 auf Vermittlung von Linus Kefer statt.
Nach Heirat und Wehrmacht befasste er sich noch intensiver mit dem Puppentheater und als die Übernahme seiner Puppenspiele durch die Stadt in Erwägung gezogen wurde, legte er dafür seine Überlegungen, Erfahrungen und Vorstellungen in einem Plan für ein großes Puppentheater vor. Ab Ende 1940 wurde mit der Errichtung der neuen Linzer Puppenspiele in einem Nebensaal des Redoutensaales begonnen und der Spielbetrieb am 1. Februar 1941 aufgenommen. Ein Jahr später musste der Spielbetrieb kriegsbedingt eingestellt werden. Das Puppentheater kam als Wanderbühne bei diversen Ausspeisungen zum Einsatz. Bei einem Bombenangriff im Februar 1945 wurden schließlich Saal, Bühne und ein Großteil des Fundus zerstört.
Kurz nach dem Krieg nahm Pühringer seine Pläne wieder auf, die Linzer Puppenspiele zu einem großen und führenden österreichischen Marionettentheater auszubauen, stellte einen literarisch ambitionierten Spielplan auf und entwarf Stock- und Fadenpuppen. Zum Ensemble gehörten nun ausgebildete Schauspieler und Sänger (u. a. Veit Relin, Lisl Schmidt, Hubert Mann und Fritz Bramböck), die auch an Aufführungen der von ihm gegründeten, nach zwei Jahren aber wieder eingestellten Städtischen Kammerspiele mitwirkten und dort Werke Pühringers zur Aufführung brachten. Am Linzer Landestheater inszenierte Alfred Stögmüller mit einer Laienspielgruppe, Stücke von Nachwuchsautoren, neben Franz Pühringer auch Karl Wiesinger, Kurt Klinger und Oskar Zemme.
Die Linzer Puppenspiele gestalteten bunte Kindernachmittage im Rathausfestsaal und nannten sich kurzzeitig Linzer Märchentheater. Um die Bühnenbilder der Folgejahre machte sich Fanny Newald besonders verdient.
Von 1946 bis 1969 blieb der Rathausfestsaal der Spielort. Von den Plänen vom Ausbau der Handpuppenbühne zu einem Marionettentheater konnte allerdings keine Rede mehr sein. Vielmehr erwarb Pühringer Bühnenbilder und Requisiten und nahm die Spieler unter Vertrag, um für eine ausreichende soziale Absicherung zu sorgen, solange sie keinen Hauptberuf ausübten.
1964 wurden Pühringers Aktivitäten mit den Linzer Puppenspielen zum Mittelpunkt einer Ausstellung in der Neuen Galerie der Stadt Linz, dem Wolfgang-Gurlitt-Museum.
Als 1968 der Rathaussaal nicht mehr zur Verfügung stand, übersiedelte das Puppentheater ins Linzer Kellertheater und drei Saisons später gab das Linzer Puppentheater seine letzte Vorstellung.
Er war mit Traude Maria Seidelmann verheiratet, die seinen Nachlass verwaltet. Der Linzer Bildhauer und Maler Thomas Pühringer (1941–2018) ist ein Sohn Pühringers.

### Literarisches Schaffen
Ab 1947 trat Pühringer zunächst mit Gedichten, dann auch mit Dramen in Erscheinung, die von Schauspielern und Sängern, die beim Puppentheater mitwirkten, auf der Bühne der Kammerspiele aufgeführt wurden. Stifterpreis, Staatspreis und 1. Preis eines oberösterreichischen Dramatikerwettbewerbs brachten die erhoffte Anerkennung und bald folgten Aufführungen auch an weiteren österreichischen und ausländischen Bühnen. Pühringer war P.E.N.-Mitglied.

## Werke

### Dramen
- Büchners Leonce und Lena zu viert, aufgeführt in Linz (1945)
- Mozart auf der Reise nach Prag, aufgeführt in Linz (1946)
- Herrn Tatarins Braut (1946)
- Ein deutscher Sommernachtstraum, aufgeführt im Redoutensaal (1950)
- Der König von Torelore, aufgeführt im Landestheater Linz (1951)
- Patricia Elzabal (1951)
- Abdel Hradschek und sein Weib (1953)
- Abel Hradscheck, aufgeführt am Hamburger Schauspielhaus (1954) und in Linz (1955)
- Antonio Meulener, aufgeführt am Akademietheater Wien (1954) und in Oberhausen (1955)
- Flageolett, aufgeführt in Hamm (1958) und in Linz (1959/60)

### Gedichte
- Antlitz (1930)
- traum tropenflug (1932)
- Die Wiesenfestung (1947)
- Das Paradies (1949)
- Letzter Duft der Gartenfrühe (1963)
- An den Quellen der Nebenflüsse (1964)

### Novelle
- Die Schlangenhaut bzw. das Natternhemd (1959)

### Repertoire der Linzer Puppenspiele
Pühringer hat Märchen der Brüder Grimm, Ludwig Bechstein, Wilhelm Hauff, Hans Christian Andersen, Robert Louis Stevenson, aus Tausendundeine Nacht und anderen Quellen für die Aufführung als Puppenspiele aufbereitet.
1952 gab er Franz Graf von Poccis Kasperlstücke in Neufassungen unter dem Titel Franz Pocci, Der Münchner Kinder-Raimund, ein Dutzend seiner schönsten Zaubermärchen und lustigsten Kasperliaden, heraus (Selbstverlag)
- Franz Pühringer: Die Dinge sind erst durch das Licht, Gedichte, Herausgegeben aus dem Nachlass des Lyrikers, Erzählers und Dramatikers, 1. Auflage, Aspach, 2000, 88 S.

## Hörspiele (Auswahl)
- 1952: Der König von Torelore – Regie: Hans Krendlesberger (RWR Oberösterreich)
- 1954: Bel Etage – Regie: Hans Krendlesberger (RWR Oberösterreich)
- 1955: Kasperltheater – Regie: Harry Kupetz (ORF Oberösterreich)
- 1958: La cruche cassée – Regie: Hans Krendlesberger (ORF Oberösterreich)
- 1958: Christnacht am Sakramento – Regie: Hans Krendlesberger (ORF Wien)
- 1969: Der König von Torelore – Regie: Hans Krendlesberger (ORF Burgenland)
- 1972: Ein Leben dem Leben – Regie: Ferry Bauer (ORF Oberösterreich)

Quelle: Ö1-Hörspieldatenbank

## Kulturjournalismus
Pühringer verfasste fallweise Texte für oberösterreichische kulturelle Publikationen, unter anderem:
- Thermopylai, Literarisches Kabarett unter dem Titel „Thermopylen“ 1930 in Linz gegründet, in: Jahrbuch der Stadt Linz, Jahrgang 1950, Linz 1951, ooegeschichte.at [PDF].
- 25 Jahre Linzer Puppenspiele, Erinnerungen, in: Oberösterreichische Nachrichten, Nr. 31, Linz 1959.
- Rudolf Steinbüchler, in: Schriftenreihe zum biographischen Lexikon von Oberösterreich des Instituts für Landeskunde von Oberösterreich, Linz 1960.
- Karl Emmerich Baumgärtel, Ein Linzer Dichter und Bohemien, gesehen von seinen Zeitgenossen, in: Kunstjahrbuch der Stadt Linz 1961, Linz 1961, S. 78 bis 84.
- Wieso Puppentheater?, Autobiographischer Essay, in: Oberösterreich, Landschaft, Kultur, Wirtschaft, Fremdenverkehr, Sport, Linz 1963, S. 19 bis 25.
- Mit Herbert Lange (Autor): Fanny Newald 70. Zum 10. Jänner 1963, in: Oberösterreichischer Kulturbericht, Linz, 1963, Folge 1, und Oberösterreichische Nachrichten, 1963, Nr. 7.
- Daten über ein Puppentheater, in: Linz aktiv, Heft 8, Linz 1963, S. 3 bis 6.
- Fanny Newald 70. Zum 10. Jänner 1963, in: Oberösterreichischer Kulturbericht, Linz, 1963, Folge 1, und Oberösterreichische Nachrichten, 1963, Nr. 7.
- Franz Hönig. Zum 70. Geburtstage des Dichters, in: Oberösterreichischer Kulturbericht, Linz 1963.
- Die Thermopylen. Österreichs erstes literarisches Cabaret stand in Linz, in: Linz aktiv, Heft 12, Linz 1964, S. 33 bis 36.
- 30 Jahre Linzer Puppenspiele, Ausstellungskatalog für die Ausstellung in der Neuen Galerie der Stadt Linz, Wolfgang-Gurlitt-Museum, 17. September bis 11. Oktober 1964, Linz 1964.
- Das Puppentheater und sein Repertoire. Dreißig Jahre Linzer Kasperlspiele, in: Mühlviertler Heimatblätter, Linz 1964, ooegeschichte.at [PDF].
- Fanny Newald und ihr Werk in dieser Zeit, in: Oberösterreich, Landschaft, Kultur, Wirtschaft, Fremdenverkehr, Sport, Linz 1967, S. 18 bis 23.
- Die Linzer Puppenspiele (1934 bis 1972), in: Oberösterreichischer Kulturbericht, Linz 1973.

## Auszeichnungen
- Adalbert-Stifter-Preis des Landes Oberösterreich (1950/51)
- Staatlicher Förderpreis für Literatur (1951)
- Dramatikerpreis des Landes Oberösterreich (1953)
- Verleihung des Titels Professor h.c. (1959)